# Église Saint-Thibault de Saint-Thibault
L'église Saint-Thibault est une église située à Saint-Thibault, en France.

## Description
Elle est du XIIe siècle pour les parties anciennes comme l'abside, le reste étant du XVIe siècle. Son clocher de taille modeste est sur le mur nord de la nef. Comme mobiliers remarquable, il est à citer :
- Un Christ de pitié[2] du XVIe siècle en calcaire polychrome,
- à l'extérieur 
  - une statue équestre de Saint Thibault [3] portant un faucon sur le poing et un lévrier devant les antérieurs de son cheval,
  - une autre du saint en hermite[4] , les deux du XVIe siècle.

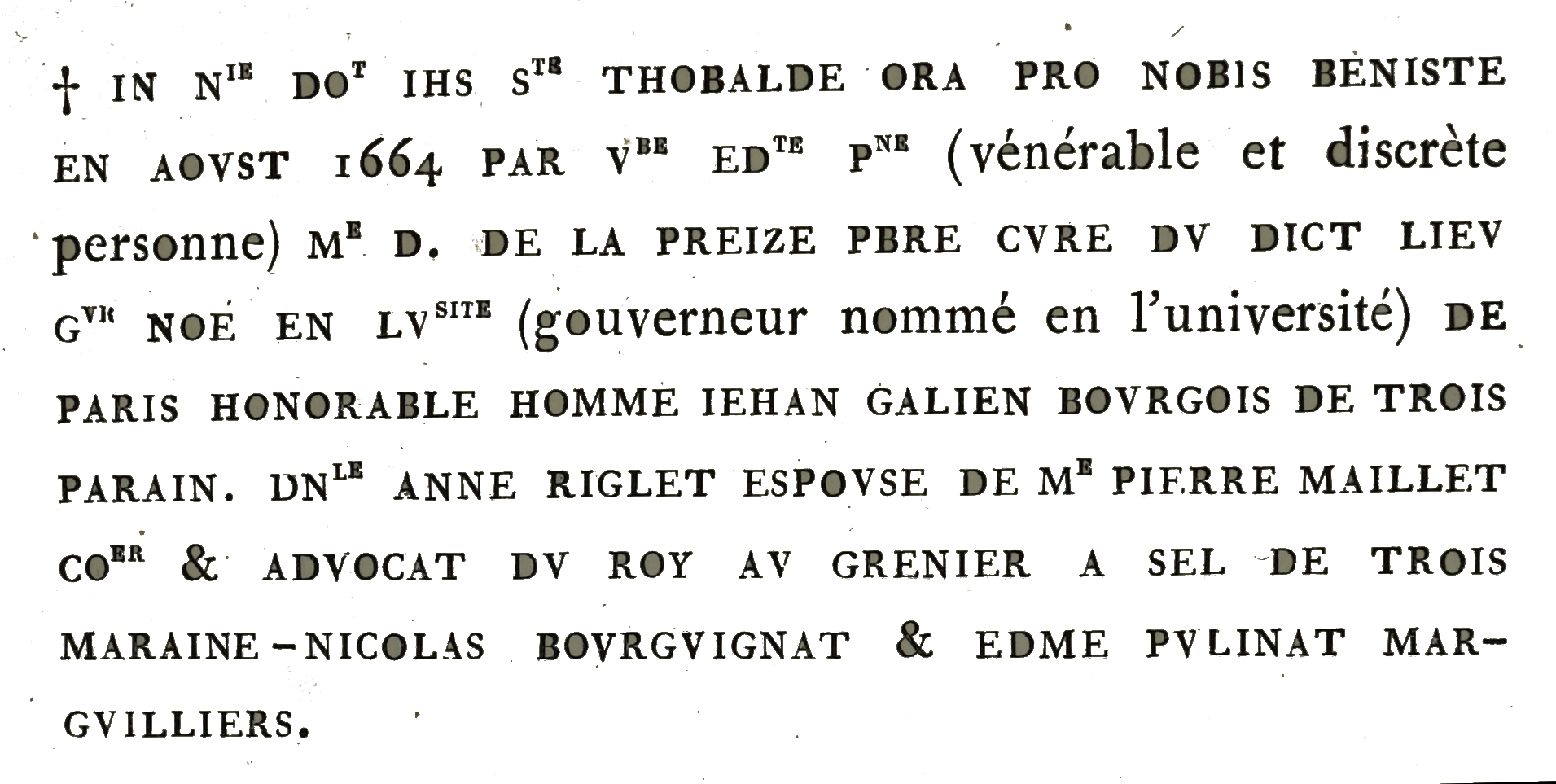
Dédicace de la cloche,
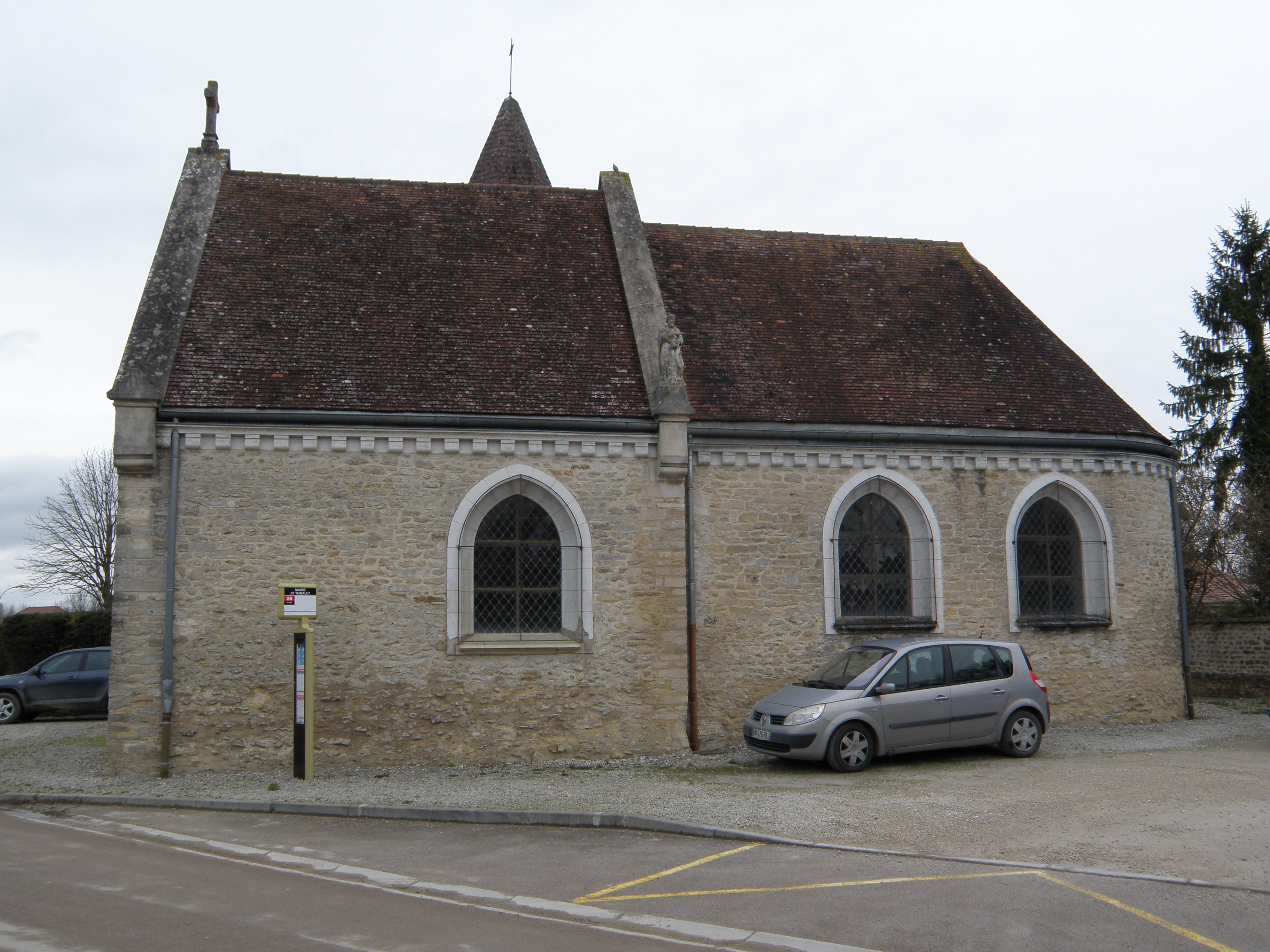
de profil.
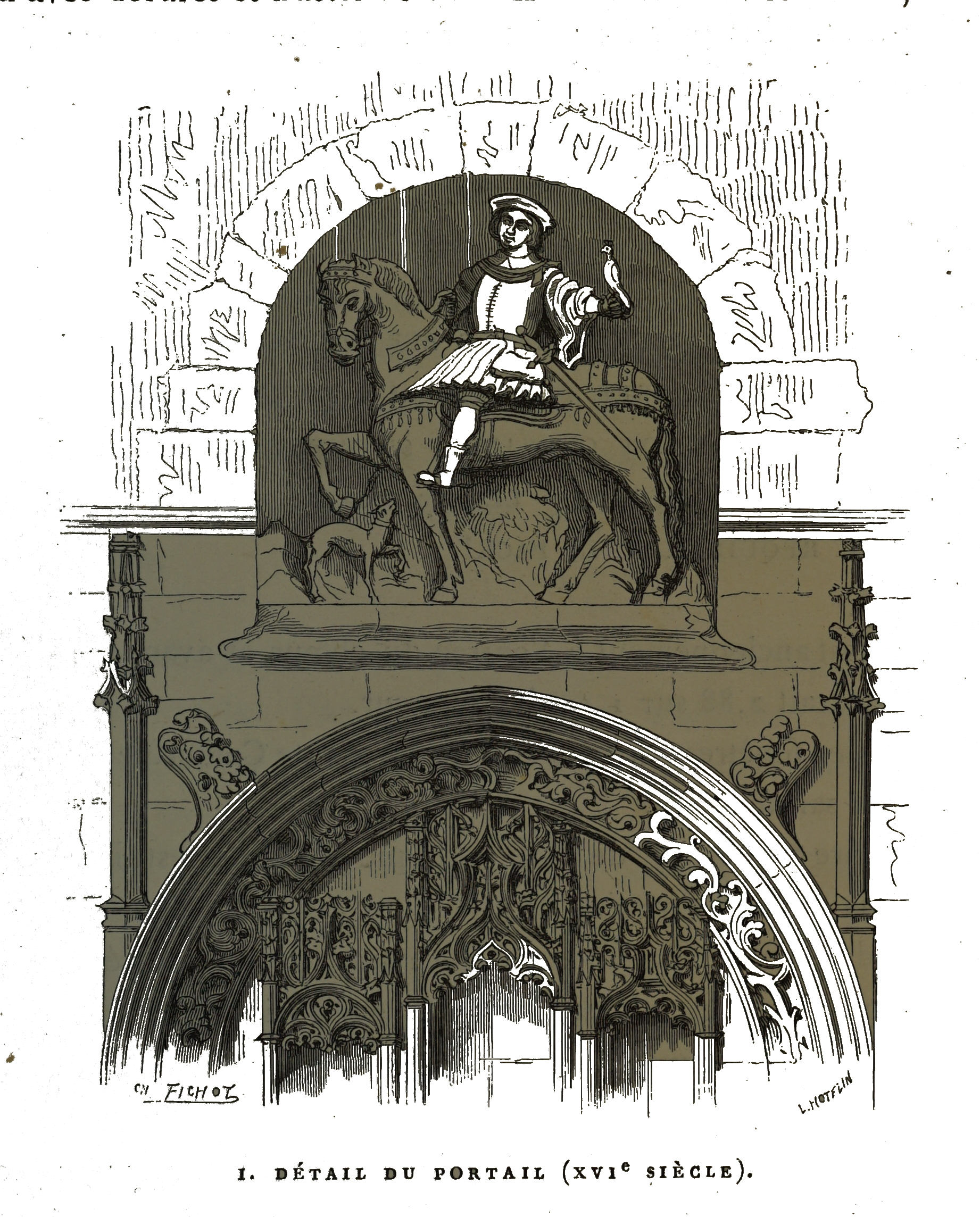
Les deux statues
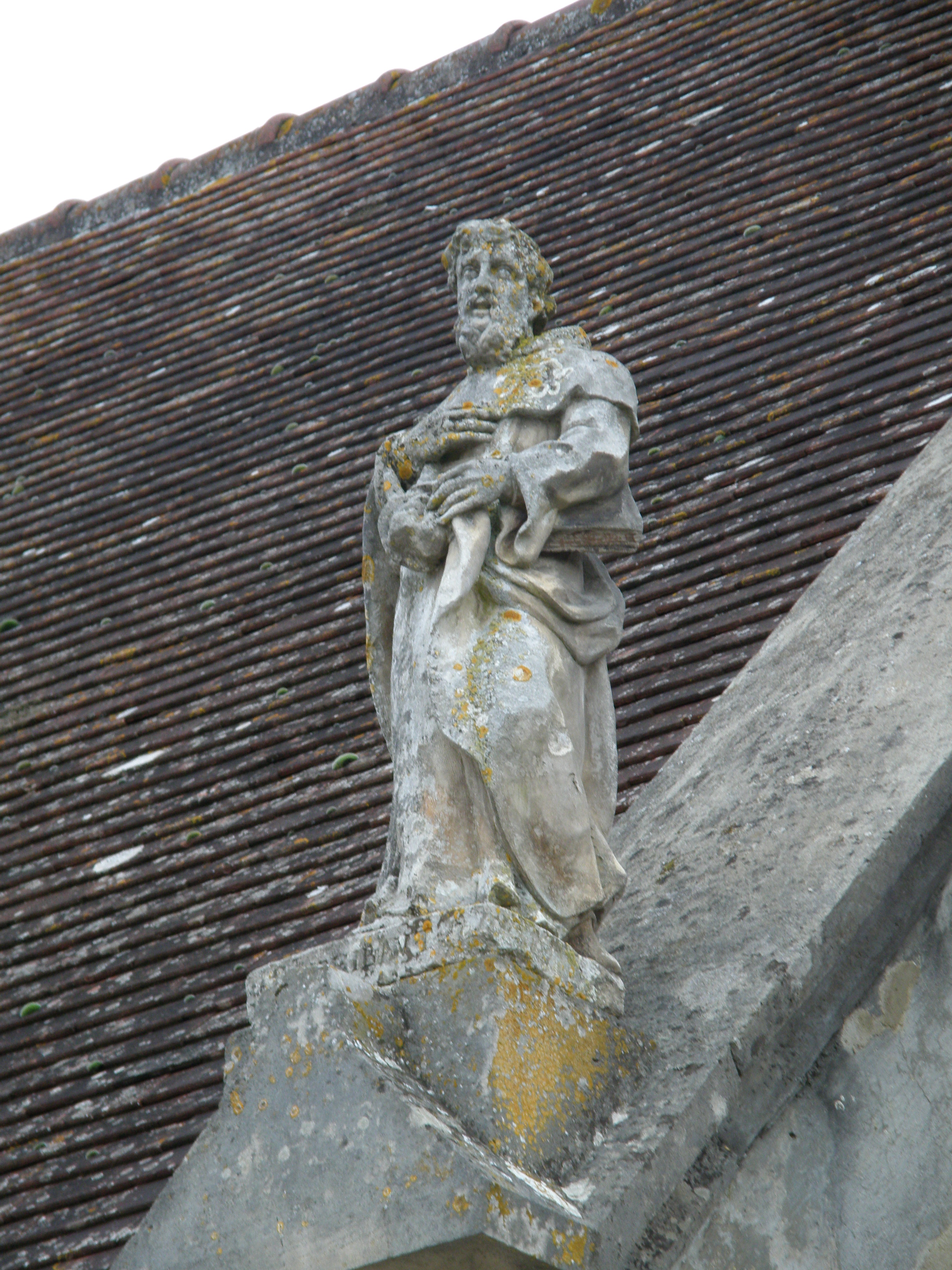
extérieures.

## Localisation
L'église est située sur la commune de Saint-Thibault, dans le département français de l'Aube.

## Historique
Elle était une église paroissiale mais succursale de celle d'Isle. Elle fut le siège d'un prieuré qui dépendait de l'abbaye de Molesme avant qu'il ne soit transféré en 1097 en la chapelle du château de l'Isle.
L'édifice est classé au titre des monuments historiques en 1928.